# PSI5
PSI5 (acrònim d'interfície de sensors perifèrics) és un bus estàndard de comunicacions sèrie per al control electrònic de sensors perifèrics emprats al sector de l'automòbil. La capa física de PSI5 consta de 2 línies de tipus parell trenat on s'envia alimentació i dades. La interfície pot treballar en comunicació asíncrona o síncrona i les trames estan formades per 2 bits d'inici, de 8 a 24 bits de dades i un bit de paritat o 3 bits de CRC. La velocitat de transmissió és de 125 kbit/s o 189 kbit/s i la codificació de tipus Manchester a fi d'aconseguir bona immunitat al soroll electromagnètic.